# Естафанія Грасіун
Естафанія Грасіун (ісп. Estefanía Craciún; нар. 1 січня 1987) — колишня уругвайська тенісистка.
Найвищу одиночну позицію світового рейтингу — 246 місце досягла 25 червня 2007, парну — 226 місце — 25 лютого 2008 року.
Здобула 9 одиночних та 10 парних титулів туру ITF.
Завершила кар'єру 2008 року.

## Фінали ITF

### Одиночний розряд: 22 (9–13)
| Легенда          |
| ---------------- |
| Турніри $100,000 |
| Турніри $75,000  |
| Турніри $50,000  |
| Турніри $25,000  |
| Турніри $10,000  |

| Фінали за покриттям |
| ------------------- |
| Тверде (4–4)        |
| Ґрунт (5–9)         |
| Трава (0–0)         |
| Килим (0–0)         |

| Результат | Ранг | Дата              | Турнір                               | Покриття   | Суперниця            | Рахунок          |
| --------- | ---- | ----------------- | ------------------------------------ | ---------- | -------------------- | ---------------- |
| Перемога  | 1.   | 6 жовтня 2003     | ITF Сан-Сальвадор, Сальвадор         | Ґрунт      | Соледад Есперон      | 7–6(1), 6–2      |
| Поразка   | 1.   | 11 жовтня 2004    | ITF Кампу-Гранді, Бразилія           | Ґрунт      | Жоана Кортез         | 1–6, 1–6         |
| Поразка   | 2.   | 5 вересня 2005    | ITF Сантьяго, Чилі                   | Ґрунт      | Наталія Гарбельйотто | 2–6, 4–6         |
| Поразка   | 3.   | 19 вересня 2005   | ITF Буенос-Айрес, Аргентина          | Ґрунт      | Наталія Гарбельйотто | 4–6, 1–6         |
| Перемога  | 2.   | 3 жовтня 2005     | ITF Кордова, Аргентина               | Ґрунт      | Хорхеліна Краверо    | 6–4, 6–3         |
| Поразка   | 4.   | 10 жовтня 2005    | ITF Сан-Мігель-де-Тукуман, Аргентина | Ґрунт      | Хорхеліна Краверо    | 1–6, 6–4, 4–6    |
| Поразка   | 5.   | 17 жовтня 2005    | ITF Асунсьйон, Парагвай              | Ґрунт      | Хорхеліна Краверо    | 4–6, 6–7(7)      |
| Поразка   | 6.   | 3 квітня 2006     | ITF Коацакоалькос, Мексика           | Тверде     | Хорхеліна Краверо    | 5–7, 1–6         |
| Перемога  | 3.   | 26 червня 2006    | ITF Кордова, Аргентина               | Ґрунт      | Флавія Міґнола       | 6–0, 6–2         |
| Перемога  | 4.   | 3 липня 2006      | ITF Валенсія, Венесуела              | Тверде     | Марія Ірігоєн        | 7–5, 6–1         |
| Поразка   | 7.   | 10 липня 2006     | ITF Каракас, Венесуела               | Тверде     | Амбер Лю             | 3–6, 4–6         |
| Перемога  | 5.   | 14 серпня 2006    | ITF Гуаякіль, Еквадор                | Тверде     | Роксане Вайзенберг   | 6–7(3), 6–3, 6–1 |
| Поразка   | 8.   | 18 вересня 2006   | ITF Гвадалахара, Мексика             | Ґрунт      | Бетіна Хосамі        | 3–6, 4–6         |
| Поразка   | 9.   | 25 вересня 2006   | ITF Хуарес, Мексика                  | Ґрунт      | Бетіна Хосамі        | 1–6, 6–0, 2–6    |
| Поразка   | 10.  | 13 листопада 2006 | ITF Флоріанополіс, Бразилія          | Ґрунт      | Яніна Вікмаєр        | 1–6, 0–6         |
| Поразка   | 11.  | 19 березня 2007   | ITF Коацакоалькос, Мексика           | Тверде (i) | Флоренсія Молінеро   | 4–6, 3–6         |
| Поразка   | 12.  | 10 вересня 2007   | ITF Тампіко, Мексика                 | Тверде     | Валерія Пулідо       | 1–6, 6–7(2)      |
| Перемога  | 6.   | 17 вересня 2007   | ITF Чіуауа, Мексика                  | Ґрунт      | Hilda Zuleta Cabrera | 6–4, 0–6, 6–4    |
| Поразка   | 13.  | 3 березня 2008    | ITF Сабадель, Іспанія                | Ґрунт      | Еліза Бальзамо       | 3–6, 5–7         |
| Перемога  | 7.   | 20 жовтня 2008    | ITF Мехіко                           | Тверде     | Tarakaa Bertrand     | 6–1, 6–1         |
| Перемога  | 8.   | 27 жовтня 2008    | ITF Мехіко                           | Тверде     | Кароліна Косіньська  | 7–5, 7–5         |
| Перемога  | 9.   | 17 листопада 2008 | ITF Монтевідео, Уругвай              | Ґрунт      | Аранса Салут         | 6–4, 3–6, 6–2    |

### Парний розряд: 18 (10–8)
| Легенда          |
| ---------------- |
| Турніри $100,000 |
| Турніри $75,000  |
| Турніри $50,000  |
| Турніри $25,000  |
| Турніри $10,000  |

| Фінали за покриттям |
| ------------------- |
| Тверде (5–2)        |
| Ґрунт (5–6)         |
| Трава (0–0)         |
| Килим (0–0)         |

| Результат | Ранг | Дата              | Турнір                             | Покриття | Партнерка            | Суперниці                                    | Рахунок          |
| --------- | ---- | ----------------- | ---------------------------------- | -------- | -------------------- | -------------------------------------------- | ---------------- |
| Поразка   | 1.   | 7 червня 2004     | ITF Pitești, Румунія               | Ґрунт    | Андреа Бенітес       | Міхаела Бузернеску Габріела Нікулеску        | 4–6, 4–6         |
| Поразка   | 2.   | 5 липня 2004      | ITF Гечо, Іспанія                  | Ґрунт    | Андреа Бенітес       | Анна Фонт Естрада Карла Суарес Наварро       | 2–6, 3–6         |
| Перемога  | 1.   | 2 серпня 2004     | ITF Віго, Іспанія                  | Тверде   | Андреа Бенітес       | Юлія Єфремова Сандра Волк                    | 7–5, 6–4         |
| Перемога  | 2.   | 23 серпня 2004    | ITF Трекастаньї, Італія            | Тверде   | Андреа Бенітес       | Вероніка Хвойкова Емма Лайне                 | 6–3, 3–6, 6–2    |
| Поразка   | 3.   | 11 жовтня 2004    | ITF Кампу-Гранді, Бразилія         | Ґрунт    | Катерина Дранець     | Естефанія Бальда Альварес Роксане Вайзенберг | 1–6, 4–6         |
| Поразка   | 4.   | 5 вересня 2005    | ITF Сантьяго, Чилі                 | Ґрунт    | Флоренсія Салвадорес | Домініка Дьєшкова Кортні Негл                | 1–6, 3–6         |
| Поразка   | 5.   | 3 липня 2006      | ITF Валенсія, Венесуела            | Тверде   | Маріана Мусі         | Яміле Форс Герра Янет Нуньєс Мохарена        | 4–6, 4–6         |
| Перемога  | 3.   | 14 серпня 2006    | ITF Гуаякіль, Еквадор              | Тверде   | Маріана Мусі         | Андреа Коч Бенвенуто Jesica Orselli          | 3–6, 7–6(5), 6–3 |
| Перемога  | 4.   | 25 вересня 2006   | ITF Хуарес, Мексика                | Ґрунт    | Бетіна Хосамі        | Еріка Кларке Кортні Негл                     | 6–1, 6–1         |
| Поразка   | 6.   | 14 травня 2007    | ITF Палм-Біч-Гарденс, США          | Ґрунт    | Бетіна Хосамі        | Монік Адамчак Алік Цубанос                   | 5–7, 6–2, 3–6    |
| Поразка   | 7.   | 15 жовтня 2007    | ITF Сан-Луїс-Потосі, Мексика       | Тверде   | Бетіна Хосамі        | Деббріх Фейс Шанелль Схеперс                 | 1–6, 4–6         |
| Перемога  | 5.   | 4 лютого 2008     | ITF Калі, Колумбія                 | Ґрунт    | Майлен Ору           | Мелані Клаффнер Ксенія Мілевська             | 6–1, 6–4         |
| Перемога  | 6.   | 25 лютого 2008    | ITF Sant Boi de Llobregat, Іспанія | Ґрунт    | Майлен Ору           | Еліза Бальзамо Валентіна Сульпіціо           | 6–1, 6–3         |
| Поразка   | 8.   | 25 серпня 2008    | ITF Буенос-Айрес, Аргентина        | Ґрунт    | Вероніка Сп'єхель    | Татьяна Буа Роксане Вайзенберг               | 6–4, 5–7, [3–10] |
| Перемога  | 7.   | 1 вересня 2008    | ITF Буенос-Айрес, Аргентина        | Ґрунт    | Марія Ірігоєн        | Майлен Ору Роксане Вайзенберг                | 1–6, 6–1, [10–2] |
| Перемога  | 8.   | 20 жовтня 2008    | ITF Мехіко                         | Тверде   | Марія Ірігоєн        | Лорена Аріас Angélica Chávez                 | 6–3, 6–4         |
| Перемога  | 9.   | 27 жовтня 2008    | ITF Мехіко                         | Тверде   | Марія Ірігоєн        | Sabrina Capannolo Домініка Дьєшкова          | 6–4, 6–4         |
| Перемога  | 10.  | 17 листопада 2008 | ITF Монтевідео, Уругвай            | Ґрунт    | Ванеса Фурланетто    | Карла Бельтрамі Наталі Ю                     | 6–1, 6–3         |